# Culture Sroubna
La culture Sroubna, également appelée culture des tombes à charpente (en russe : Сру́бная культу́ра, et en ukrainien : Зрубна́ культу́ра), est une culture archéologique de l'Âge du bronze moyen qui s'est développée en Ukraine et en Russie méridionale du XVIIe au XIIe siècle av. J.-C.,,. Cette culture succède à la culture Yamna, à la culture des catacombes et à la culture d'Abachevo,.

## Historique
Le nom de cette culture provient du russe сруб (sroub), « structure de bois », qui est la manière dont les tombeaux étaient construits.

## Aire géographique

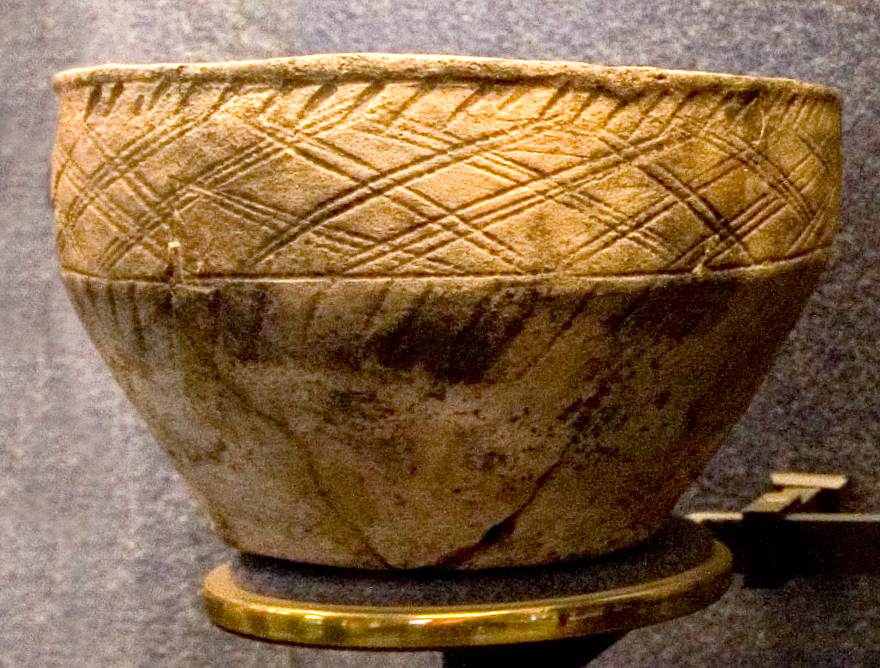
Céramique de type Sroubna

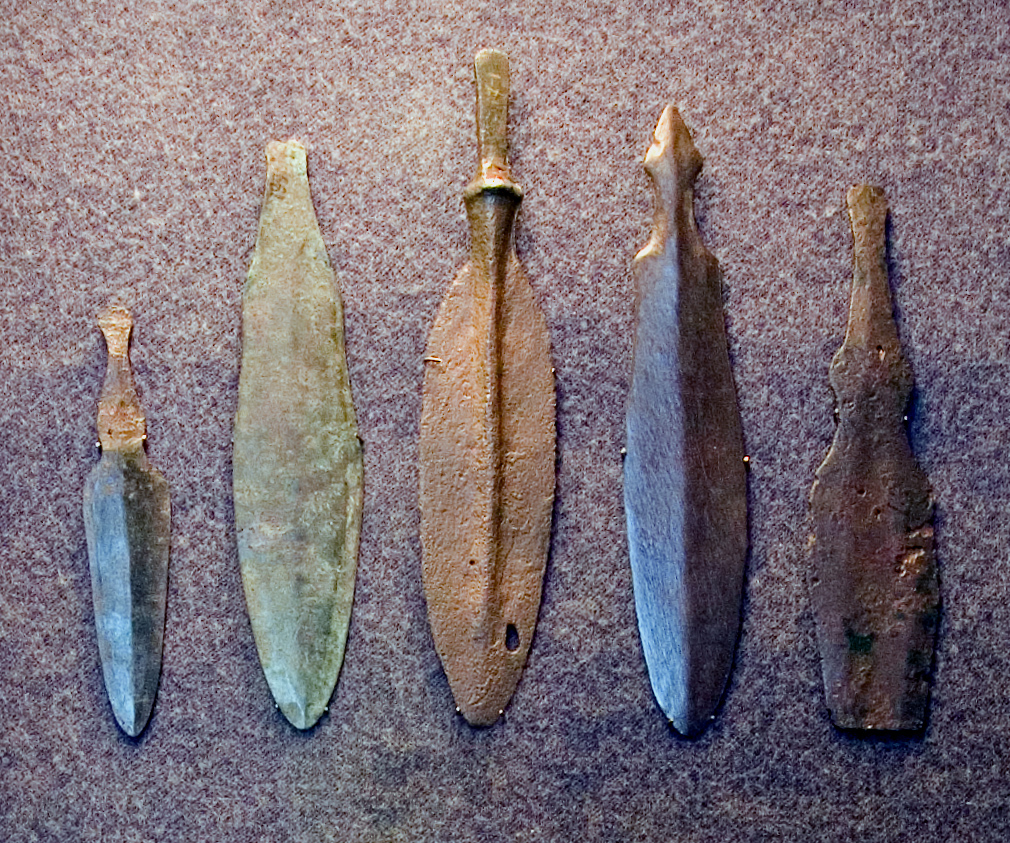
Dagues de la culture Sroubna

La culture Sroubna occupait la région située au nord de la mer Noire, à partir de l'est du Dniepr jusqu'au piémont du Caucase, et la région située au nord de la mer Caspienne, au sud-ouest des monts Oural. Elle était voisine de la culture d'Andronovo, présente sur le territoire de l'actuel Kazakhstan, contemporaine et de même origine indo-européenne,.

## Caractéristiques
Les villages Sroubna sont constitués de maisons à deux pièces semi-enterrées.
Les cimetières Sroubna comptent cinq à dix kourganes. Des crânes et membres antérieurs d'animaux étaient enterrés avec le corps du défunt,. On trouve aussi parfois des cistes de pierre.

## Mode de subsistance
La présence de faucilles en bronze, de meules de pierre, d'ossements fossiles de bovins, moutons et porcs domestiques indiquent une économie mixte, comprenant agriculture et élevage.
Après 1700 av. J.-C., les zones de steppe et de piémont du Caucase du Nord semblent avoir été largement dépeuplées jusqu'au IXe ou VIIIe siècle av. J.-C..

## Génétique
Les analyses archéogénétiques montrent que les populations de la culture Sroubna sont étroitement liées à celles de la culture de la céramique cordée, de la culture de Sintachta, de la culture Potapovka et de la culture d'Andronovo. Elles possèdent une ascendance mixte provenant de la culture Yamna et des peuples du Néolithique moyen d'Europe centrale. Les données génétiques suggèrent que ces cultures seraient issues d'un retour de peuples d'Europe centrale d'ascendance steppique vers la steppe.

## Postérité
Marija Gimbutas a suggéré que les Scythes étaient les descendants de cette culture. Les Sarmates ont succédé aux Scythes à la fin du Ier millénaire av. J.-C., puis les Khazars et les Qiptchaks à l'ère historique.